# Cornelis Evertsen (1610–1666)
Cornelis Evertsen starszy (ur. 4 sierpnia 1610 w Vlissingen, zm. 11 czerwca 1666) – holenderski admirał. Ojciec admirała Cornelisa.

## Życiorys
Służbę morską rozpoczął pod rozkazami Maartena Trompa. Dowodził okrętem podczas pierwszej wojny angielsko-holenderskiej, w 1655 był dowódcą eskadry na Morzu Śródziemnym. Wraz z de Ruyterem wyprawiał się w latach 1658–1659 do Danii. Podczas drugiej wojny angielsko-holenderskiej był dowódcą awangardy głównej floty holenderskiej. Zginął w pierwszym dniu bitwy czterodniowej.